# Neon Neon
Neon Neon er et projekt mellem producer Boom Bip og sanger Gruff Rhys, der er bedst kendt som frontmand i bandet Super Furry Animals. Samarbejdet begyndte i oktober 2006. I marts 2008 blev samarbejdet etableret under navnet Neon Neon og gruppen udgav deres første fuldlængde album Stainless Style.
Forsanger Gruff Rhys har til BBC udtalt at gruppens fremtid er usikker.
Neon Neon har remixet Oasis' sang "To Be Where There's Life" fra albummet Dig Out Your Soul.
| Musikgruppe | Spire Denne artikel om en amerikansk musikgruppe er en spire som bør udbygges. Du er velkommen til at hjælpe Wikipedia ved at udvide den. |